# Пірасікаба (мезорегіон)
Пірасікаба (порт. Mesorregião de Piracicaba) — один із п'ятнадцяти адміністративно-статистичних мезорегіонів в бразильському штаті Сан-Паулу. До складу мезорегіону включено 26 муніципалітетів, згрупованих в трьох мікрорегіонах. Населення становить 1374 тис. чоловік на 2006 рік. Займає площу 9045,630 км². Густота населення — 151,9 чол./км².

## Склад мезорегіону
У мезорегіон входять наступні мікрорегіони:
1. Лімейра
2. Пірасікаба
3. Ріу-Клару

| Бразилія | Це незавершена стаття з географії Бразилії. Ви можете допомогти проєкту, виправивши або дописавши її. |